# Hilda Verwey-Jonker
Hilda Verwey-Jonker (Goes, 20 mei 1908 - Utrecht, 23 juni 2004) was een Nederlandse sociologe en politica van de SDAP en later de PvdA.

## Vroege leven
Haar vader was Dr. Willem Pieter Andries Jonker (1880-1922), een leraar biologie, haar moeder Magdalena Westerveld, een feministe die haar beroep als lerares pas na de vroege dood van haar man in 1922 weer mocht uitoefenen. Het gezin bestond verder nog uit een jongere broer en zus. Het was een progressief gezin, wat onder meer naar voren komt door de vernoeming naar de emancipatieroman Hilda van Suylenburg van Cécile de Jong van Beek en Donk. Na de dood van haar vader verhuisde het gezin naar Leiden met het oog op de studie van de kinderen.
Jonker deed in 1926 eindexamen hbs en studeerde vanaf 1927 op aansporen van haar moeder rechten aan de Rijksuniversiteit Leiden, waarvoor zij tijdens haar studie ook nog het staatsexamen gymnasium aflegde. Dat jaar werd ze ook lid van de Sociaal-Democratische Arbeiderspartij (SDAP) en de Sociaal-Democratische Studentenclub (SDSC). Ze trad toe tot de redactie van Kentering, het maandblad de SDSC, waar ze chemicus Evert Verwey ontmoette, met wie ze in 1930 in het huwelijk trad. Zij kregen vier kinderen.

## Sociologie
De rechtenstudie was geen succes en vanaf 1928 werkte ze enige tijd als leerling-verslaggever bij Het Haagsche Volk, het beroep dat zij eigenlijk verkoos. Ook dat was echter van korte duur en in 1929 begon zij, opnieuw op aanraden van haar moeder, met de doctoraalstudie sociologie aan de Amsterdamse Gemeente-Universiteit en terwijl zij zwanger was van haar eerste kind haalde zij op 6 oktober 1932 als eerste in Nederland het doctoraalexamen voor sociologie. Zij schreef daarna onder meer over de achtergestelde positie van de vrouw, het socialisme en de dreiging van het nationaalsocialisme.
In 1945 was zij de eerste Nederlandse sociologe die promoveerde. In haar proefschrift, Lage inkomens. Een statistisch onderzoek naar de verdeling der inkomens beneden de belastinggrens in de gemeente Eindhoven, deed ze iets wat zij later meerdere malen zou herhalen; ze maakte een groep zichtbaar die eerder onopgemerkt was gebleven. In dit geval betrof het Eindhovenaren waarvan het inkomen zo laag was dat zij geen inkomensbelasting hoefden te betalen. Dit bleken veelal ouderen te zijn die financieel ondersteund werden door hun kinderen, waardoor de opleiding van de kleinkinderen in gevaar kwam. Haar dissertatie werd onder meer gebruikt om de invoering van de Noodwet Ouderdomsvoorziening te ondersteunen.
Na de oorlog schreef zij onder meer over vluchtelingen en migranten, iets wat zij niet zag als een tijdelijk fenomeen, maar van alle tijden. Ze maakte zich daar ook hard voor in de politiek, waarmee ze aan de basis stond van het allochtonenbeleid. Zij stelde in 1971 het woord 'allochtoon' voor als alternatief voor 'gastarbeider' of 'immigrant', om zo het permanente karakter te benadrukken. Zij voorzag daarbij al in de jaren tachtig dat er in toenemende mate een tweedeling zou ontstaan bij migrantengroepen die groot genoeg waren om zich aan elkaar te binden in plaats van aan hun nieuwe woonland.
Ook op andere vlakken van het overheidsbeleid schreef zij. Zo introduceerde zij in 1960 in Socialisme & Democratie het begrip 'verzorgingsstaat' als alternatief voor 'welvaartsstaat'. Om deze houdbaar te laten blijven, pleitte zij in 1988 voor sparen en een pronatalistische politiek om het geboortecijfer op peil te houden.
Na de dood van haar man in 1981 vestigde zij haar aandacht meer op ouderen en verzette zich tegen het gedwongen pensioen of 65-jarige leeftijd, waarmee ouderen buiten de maatschappij worden geplaatst en een minderwaardige rol dreigt. In veel van deze discussies was zij echter te vroeg, waardoor de problematiek niet erkend werd en zij op veel verwijten kon rekenen.
In 1978 ontving zij een eredoctoraat van de Erasmus Universiteit in Rotterdam.

## Politiek
Jonker werd in 1927 lid van de SDAP. De beperkingen op de arbeidsmarkt voor vrouwen, zoals het arbeidsverbod voor gehuwde vrouwen in overheidsdienst, beperkten haar mogelijkheden om als socioloog aan het werk te komen. Met de invoering van het vrouwenkiesrecht kon zij wel in de politiek terecht. Na haar afstuderen zette zij zich vooral in voor het Plan van de Arbeid. Haar eerste stappen in de politiek zette zij in haar woonplaats Eindhoven, waar zij in 1935 als enige vrouw lid van de gemeenteraad werd gekozen en dat zou blijven tot de opheffing daarvan tijdens de Duitse Bezetting in 1941. Haar vele publicaties vielen op, zodat zij ook in de landelijke politiek een rol kreeg. Zo werd zij in 1937 als enige vrouw lid van de commissie die het beginselprogramma voor de SDAP opstelde, dat in de plaats zou komen van het uit 1912 daterende, nog sterk door het marxisme beïnvloede oorspronkelijke partijprogramma, wat een fundamentele breuk met het verleden betekende.
Al voor de Tweede Wereldoorlog maakte zij zich sterk voor de opvang van joodse vluchtelingen in het Dommelhuis en gedurende de oorlog bleef zij hierbij betrokken. Zij bood vanaf 1944 onderdak aan de Joodse Bep Denneboom die onder een valse identiteit bij hen inwoonde als hulp in de huishouding. Eerder bood Verwey-Jonker al onderdak aan een vierjarige Joodse kleuter.Met haar man ondersteunde zij ook het Philipscommando in Kamp Vught. Op 18 maart 1987 kreeg zij voor haar hulp aan Joden de Yad Vashem-onderscheiding.
Op 1 februari 1945 ging zij op verzoek van de latere minister-president Louis Beel met zestien heren naar Londen om daar koningin Wilhelmina op de hoogte te stellen. Tussen deze wat later wel de Heren XVII werd genoemd, ondanks de aanwezigheid van Verwey-Jonker, zaten een aantal toekomstige ministers. Ook zij zou door Beel gepeild zijn over een ministerspost. Zij trad ook niet toe tot het Noodparlement. Bij haar beslissing zou ook de houding van partijvoorzitter Koos Vorrink een rol hebben gespeeld.
Na de oorlog maakte zij onderdeel uit van de delegatie naar de eerste Algemene Vergadering van de Verenigde Naties in 1946. In 1948 was ze VN vrouwenvertegenwoordiger en ging ze naar de Algemene Vergadering om een speech te geven. Daarnaast was zij medeoprichter van de Partij van de Arbeid en zat voor die partij in de Eerste Kamer van 1954 tot 1957. Zij maakte van 1953 tot 1962 ook weer deel uit van de Eindhovense gemeenteraad. Later werd zij ook de eerste vrouw in de Sociaal-Economische Raad, waarvan zij 15 jaar lang als kroonlid deel uitmaakte.
Van 1951 tot 1955 was zij voorzitter van de Vereniging voor Vrouwenbelangen en Gelijk Staatsburgerschap en daarna maakte ze van 1956 tot 1972 deel uit van een adviescommissie van het Ministerie van Sociale Zaken over de arbeidsmarktpositie van vrouwen en meisjes, eerst als lid, later als voorzitter. Zij wist daarmee te bereiken dat er in 1955 een einde kwam aan het arbeidsverbod van gehuwde vrouwen dat in 1957 de handelingsonbekwaamheid van getrouwde vrouwen werd opgeheven. De adviescommissie, voorloper van de Emancipatieraad, nam ook het initiatief voor de gelijke beloning van mannen en vrouwen, wat in 1975 wettelijk werd geregeld.
Verder was Verwey-Jonker lid en later voorzitter van het curatorium van de Wiardi Beckman Stichting, het wetenschappelijk bureau van de Partij van de Arbeid.
Ze publiceerde, tot kort voor haar dood, zo'n driehonderd publicaties, met daarbij veel aandacht voor emancipatievraagstukken, onder andere in kranten en tijdschriften. In 1993 werd het Verwey-Jonker Instituut opgericht, dat onderzoek doet naar sociologische vraagstukken. Ze ontving in 2000 de Aletta Jacobsprijs.
Hilda Verwey-Jonker overleed op 23 juni 2004 op 96-jarige leeftijd.